# Haus vom Nikolaus

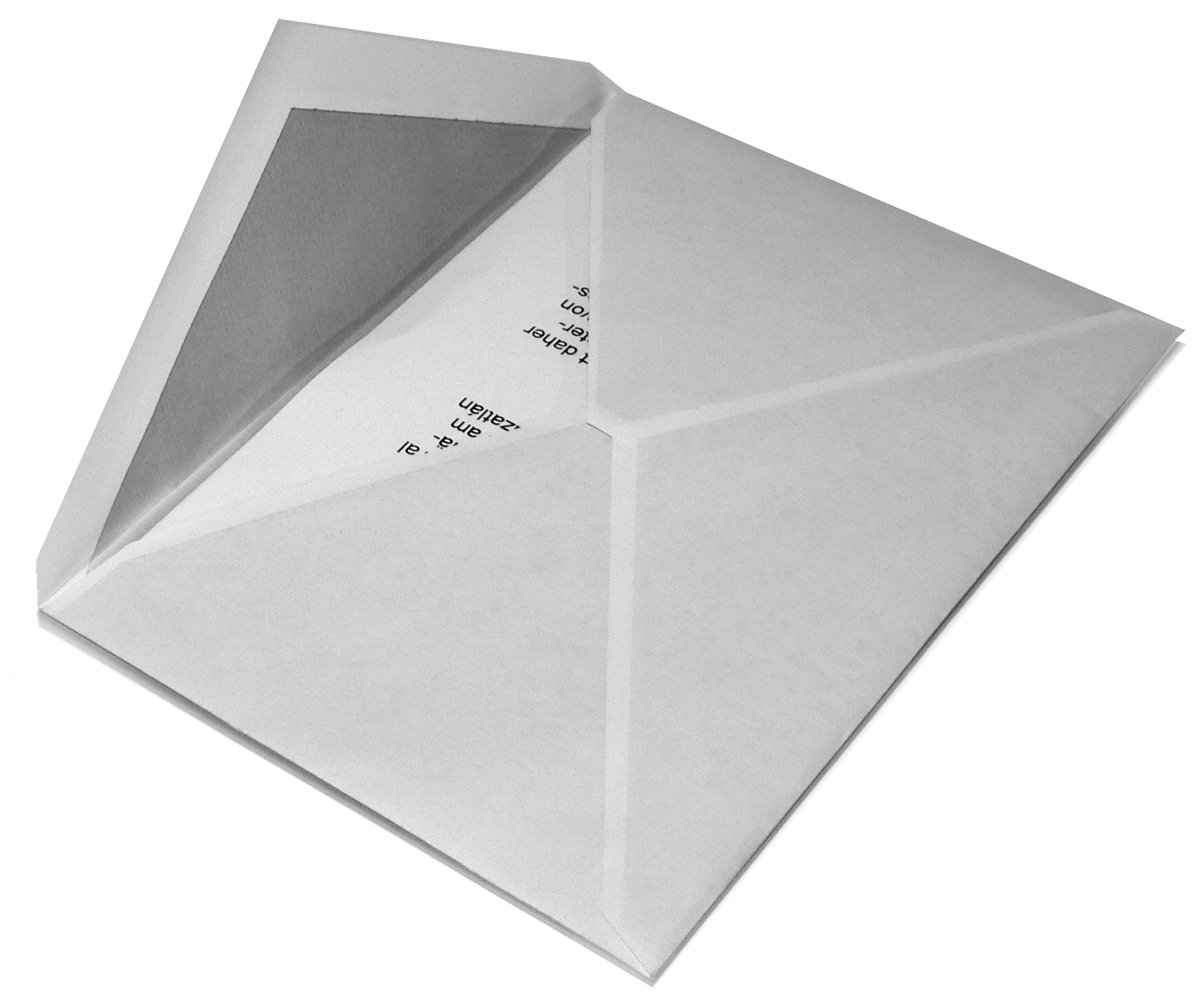
Конверт

Das Haus vom Nikolaus (англ. The House of St. Nicholas, укр. Будинок Святого Миколая) — дитяча задачка, головоломка, мета якої — не відриваючи олівця від паперу, обвести «будиночок» (відкритий поштовий конверт) з 8 ліній так, щоб не пройти по лінії двічі. Спробувати знайти таке рішення, щоб точки початку та закінчення шляху збіглися.

## Історія
Історія походження цієї головоломки невідома. Можливо, вона була винайдена вже наприкінці 19-ого століття.

## Німеччина
У Німеччині промальовування ліній супроводжується озвучуванням віршика: «1 Das 2 ist 3 das 4 Haus 5 vom 6 Ni-7 ko-8 laus»
Варіанти:

Одне з вирішень головоломки

- Промальовування 2 будинків в супроводі вислову «Das ist das Haus vom Ni-ko-laus und ne-ben-an vom Weih-nachts-mann»

- Промальовування будинку з гаражем та прапорцем в супроводі вислову: «Das ist das Haus vom Ni-ko-laus mit Ga-ra-ge und ei-nem Fäh-ne-lein drauf»

- Промальовування 2 будинків, вулиці та наступного будинку в супроводі вислову: «Das ist das Haus vom Ni-ko-laus und ne-ben-an vom Weih-nachts-mann und über der Straß, das vom Oster-has'»

## Математика
З математичної точки зору, задача — з області теорії графів: мається граф, для якого необхідно знайти Ейлерів шлях. Граф складається з восьми вузлів, два з яких (1 і 2) — непарного ступеня.
Пошук всіх рішень — популярна задача для перевірки алгоритмів, що використовують пошук з поверненням. При старті з вершини 1, мається 44 рішення.

## У культурі та мистецтві
- Тема використовувалася в 1986 році художником Reinhold Braun. Картина розташована в вищому адміністративному суді Баден-Вюртемберг.
- Klaus Huneke, 1983 рік, полотно.